# Falsischnolea apicalis
Falsischnolea apicalis là một loài bọ cánh cứng trong họ Cerambycidae.